# Rudolf Kleiminger
Rudolf Kleiminger (* 19. November 1884 in Neustadt i. Meckl.; † 19. August 1967 in Wismar) war ein deutscher Gymnasialdirektor, Heimatforscher und Autor in Mecklenburg.

## Leben
Rudolf Kleiminger, ein Sohn des später in Teterow tätig gewesenen evangelischen Theologen und Pastors Ludwig Kleiminger, erhielt seine humanistische Bildung am Friderico-Francisceum in Doberan. Er studierte Mathematik, Physik, Zoologie, Botanik an der Eberhard Karls Universität Tübingen, der Friedrichs-Universität Halle und der Universität Rostock. Er war Mitglied der Studentenverbindung Turnerschaft Hohenstaufia Tübingen.  1906 wurde er in Rostock zum Dr. phil. promoviert.
Nach dem Probejahr in Güstrow und Parchim war Kleiminger von 1912 bis 1924 Lehrer am Schweriner Gymnasium. In der Zeit von 1924 bis 1945 leitete er als Oberstudiendirektor die Große Stadtschule Wismar (heute Geschwister-Scholl-Gymnasium). Nachdem die Schule 1923 vollständig verstaatlicht worden war, beeinflusste die NSDAP den Schulbetrieb nach der Machtergreifung der Nationalsozialisten im Jahr 1933 maßgeblich. Als Reaktion gründete Kleiminger im Mai 1933 den Verein „Altschülerschaft der Großen Stadtschule zu Wismar“ mit dem Ziel, das Zusammengehörigkeitsgefühl der Vereinsmitglieder zu stärken und in Wahrung der humanistischen Tradition der Lehranstalt eine Gegenkraft zum Nationalsozialismus zu bilden. Der freiwillige Verbund aller ehemaligen Schüler besteht bis heute. Zum Gedenken an den ehemaligen Schulleiter wird an der Schule der „Dr. Kleiminger-Preis“ für herausragende Leistungen von Schülern verliehen.
Rudolf Kleiminger ist Verfasser von Werken zur Sozial- und Wirtschaftsgeschichte Mecklenburgs und zur Stadtgeschichte der Hansestadt Wismar.
Sein bedeutendstes Werk ist: „Die Geschichte der Großen Stadtschule zu Wismar von 1541 bis 1945“.
Zur Arbeit „Das Heiligengeisthospital von Wismar in sieben Jahrhunderten“, mit der Kleiminger einen Beitrag zur Hanse-Forschung geleistet hat, merkt Manfred Hamann an: „Das Buch bietet sehr interessantes allgemeines wirtschaftsgeschichtliches Material, das in der Hauptsache erstmalig durch den Verfasser erschlossen worden ist. Man legt das vielseitige Buch mit großem Gewinn aus der Hand; es beleuchtet viele Dinge in besonderer Schärfe, führt zu neuen Erkenntnissen und regt zu Vergleichen und Weiterarbeit an“.

## Familie
Rudolf Kleimingers Vorfahren sind 1732, ursprünglich vom Gleimingerhof in Gleiming (Salzburger Land) stammend, infolge des Salzburger Emigrationsedikt als Salzburger Exulanten nach Mecklenburg eingewandert, wo die Familie bis heute weit verwurzelt ist. Seine Neffen sind der DDR-Fußballnationalspieler Heino Kleiminger sowie der ehemalige Rostocker Landessuperintendent Matthias Kleiminger, sein Enkel der heutige Rostocker Bundestagsabgeordnete Christian Kleiminger (SPD). Er ist zudem verwandt mit dem international bedeutenden Physiker und NS-Gegner Gustav Mie (Mie-Streuung).

## Veröffentlichungen (Auswahl)
- Geschichte der Großen Stadtschule zu Wismar von 1541–1945. Schmidt und Klaunig, Kiel 1991, ISBN 3-88312-087-1.
- Die Grosse Stadtschule in der NS-Diktatur. In: Ulrich Schacht: Mein Wismar. Ullstein Verlag Frankfurt und Main, Berlin 1994, ISBN 3-550-06715-1.
- Das graue Mönchenkloster in Wismar. Ein Beitrag zur Erschließung der Bauweise der Franziskaner in Mecklenburg. Eberhardtsche Hof- und Ratsbuchdruckerei, Wismar 1934.
- Das Heiligengeisthospital von Wismar in sieben Jahrhunderten. Ein Beitrag zur Wirtschaftsgeschichte der Stadt, ihrer Höfe und Dichter (= Abhandlungen zur Handels- und Sozialgeschichte. Band 6). Weimar 1962.
- Das Schwarze Kloster in Seestadt Wismar. Ein Beitrag zur Kultur- und Baugeschichte der norddeutschen Dominikanerklöster im Mittelalter. Neuer Filser-Verlag, München 1938.